# 国家消防救援局
国家消防救援局，是中华人民共和国国务院负责指导全国消防救援工作与指导地方综合性消防队伍管理工作的国务院部委管理的国家局，现由应急管理部管理。国家消防救援局是国家综合性消防救援队伍的领导指挥机关。

## 沿革
2018年前，公安消防部队和武警森林部队为中国人民武装警察部队的两个警种。其中，公安消防部队属公安现役部队，负责全国城镇的消防监督和灭火救援工作，其领导指挥机关是公安部消防局；武警森林部队属武警警种部队，主要担负森林草原防火灭火任务，亦承担保卫森林资源、处置突发事件、维护社会稳定等任务，受武警总部和国家林业局双重领导，其领导指挥机关是武警森林部队指挥部。
在2018年开始的深化党和国家机构改革中，公安消防部队和武警森林部队不再列入武警部队序列，全部退出现役转为行政编制，成建制划归应急管理部组建国家综合性消防救援队伍。公安消防部队和武警森林部队分别改称消防救援队伍和森林消防队伍，公安部消防局和武警森林部队指挥部分别改为应急管理部消防救援局和应急管理部森林消防局。自2018年起的三年试行磨合期内，消防救援局、森林消防局均不明确行政级别。
2023年1月6日，应急管理部消防救援局和森林消防局合并，成立国家消防救援局，为应急管理部管理的国家局。

## 职责
根据《国家消防救援局职能配置、内设机构和人员编制规定》，国家消防救援局承担下列职能：
1. 起草消防法律、行政法规、规章草案，指导编制消防规划并监督实施。
2. 负责职责范围内的国家综合性消防救援队伍建设、管理工作。组织构建国家综合性消防救援队伍教育训练体系，负责消防救援院校建设有关工作。
3. 组织指导地方专兼职消防队伍规划建设与指挥调度，与防汛抗旱、森林防火等专业应急救援队伍、志愿者队伍建立共训共练、救援合作机制。
4. 组织指导城乡和森林草原火灾扑救、航空救援、特种灾害救援、重大活动消防安全保卫等任务，协同组织其他自然灾害和事故灾难抢险救援等工作，指挥调度相关灾害事故救援行动。
5. 依法行使消防安全综合监管职能，组织指导火灾预防、消防监督执法以及火灾事故调查处理有关工作，组织指导消防宣传教育工作。
6. 完成党中央、国务院及应急管理部交办的其他任务。

## 机构设置
根据《国家消防救援局职能配置、内设机构和人员编制规定》，国家消防救援局内设机构为副司局级。省级及以下综合性消防救援队伍实行国家消防救援局与地方党委和政府条块结合、以条为主的双重管理体制，中央主建、地方主用，必要时由中央集中统一指挥调度。国家消防救援局设置下列机构：

### 内设机构
- 办公室
- 人事和教育训练司
- 城乡灭火救援司
- 森林草原灭火和航空救援司
- 特种灾害救援司
- 应急通信和科技司
- 消防监督司
- 政策法规司
- 后勤保障司
- 机关党委（党建指导司、巡视工作领导小组办公室）
- 政治部
- 指挥中心

国家消防救援局政治部日常工作由人事和教育训练司、机关党委（党建指导司、巡视工作领导小组办公室）等承担。国家消防救援局指挥中心在应急管理部应急指挥中心加挂牌子。

### 垂直管理和直属机构

#### 消防救援总队（省级消防救援局）
- 北京市消防救援总队（北京市消防救援局）
- 天津市消防救援总队（天津市消防救援局）
- 河北省消防救援总队（河北省消防救援局）
- 山西省消防救援总队（山西省消防救援局）
- 陕西省消防救援总队（陕西省消防救援局）
- 内蒙古自治区消防救援总队（内蒙古自治区消防救援局）
- 辽宁省消防救援总队（辽宁省消防救援局）
- 吉林省消防救援总队（吉林省消防救援局）
- 黑龙江省消防救援总队（黑龙江省消防救援局）
- 上海市消防救援总队（上海市消防救援局）
- 江苏省消防救援总队（江苏省消防救援局）
- 安徽省消防救援总队（安徽省消防救援局）
- 浙江省消防救援总队（浙江省消防救援局）
- 福建省消防救援总队（福建省消防救援局）
- 江西省消防救援总队（江西省消防救援局）
- 山东省消防救援总队（山东省消防救援局）
- 河南省消防救援总队（河南省消防救援局）
- 湖北省消防救援总队（湖北省消防救援局）
- 湖南省消防救援总队（湖南省消防救援局）
- 广东省消防救援总队（广东省消防救援局）
- 广西壮族自治区消防救援总队（广西壮族自治区消防救援局）
- 海南省消防救援总队（海南省消防救援局）
- 重庆省消防救援总队（重庆市消防救援局）
- 四川省消防救援总队（四川省消防救援局）
- 贵州省消防救援总队（贵州省消防救援局）
- 云南省消防救援总队（云南省消防救援局）
- 西藏自治区消防救援总队（西藏自治区消防救援局）
- 甘肃省消防救援总队（甘肃省消防救援局）
- 青海省消防救援总队（青海省消防救援局）
- 宁夏回族自治区消防救援总队（宁夏回族自治区消防救援局）
- 新疆维吾尔自治区消防救援总队（新疆维吾尔自治区消防救援局）

#### 森林消防总队（消防救援机动队伍）
- 黑龙江省森林消防总队
  - 国家消防救援局河南机动队伍
  - 国家消防救援局山东机动队伍
- 吉林省森林消防总队
  - 国家消防救援局天津机动队伍
  - 国家消防救援局河北机动队伍
  - 国家消防救援局辽宁机动队伍
- 内蒙古自治区森林消防总队
  - 国家消防救援局山西机动队伍
  - 国家消防救援局江苏机动队伍
  - 国家消防救援局安徽机动队伍
- 云南省森林消防总队
  - 国家消防救援局贵州机动队伍
  - 国家消防救援局广西机动队伍
- 四川省森林消防总队
  - 国家消防救援局湖南机动队伍
  - 国家消防救援局湖北机动队伍
  - 国家消防救援局重庆机动队伍
- 西藏自治区森林消防总队
- 新疆维吾尔自治区森林消防总队
- 甘肃省森林消防总队
  - 国家消防救援局青海机动队伍
  - 国家消防救援局宁夏机动队伍
  - 国家消防救援局陕西机动队伍
- 福建省森林消防总队
  - 国家消防救援局江西机动队伍
  - 国家消防救援局浙江机动队伍
  - 国家消防救援局广东机动队伍
  - 国家消防救援局海南机动队伍

#### 训练总队
- 国家消防救援局天津训练总队
- 国家消防救援局南京训练总队
- 国家消防救援局昆明训练总队

#### 直属支队
中国救援机动专业支队
- 中国救援河北机动专业支队
- 中国救援辽宁机动专业支队
- 中国救援浙江机动专业支队
- 中国救援广东机动专业支队
- 中国救援重庆机动专业支队
- 中国救援新疆机动专业支队
- 中国救援山东搜救犬机动专业支队
- 中国救援云南搜救犬机动专业支队

机动支队
- 国家消防救援局机动支队

航空救援支队
- 国家消防救援局大庆航空救援支队
- 国家消防救援局昆明航空救援支队

### 国家消防救援局管理的事业单位
- 应急管理部消防产品合格评定中心
- 应急管理部森林防火预警监测信息中心
- 应急管理部天津消防研究所
- 应急管理部上海消防研究所
- 应急管理部沈阳消防研究所
- 应急管理部四川消防研究所
- 应急管理部消防救援队伍综合保障中心（应急管理部消防救援队伍职业技能鉴定中心）
- 中国消防博物馆

## 历任领导
第一政治委员
- 王祥喜 消防救援总监（2023年1月6日－，应急管理部部长兼）[8]

| 局长 - 琼色 消防救援副总监（2023年1月6日－2024年3月27日） - 周天 消防救援副总监（2024年3月27日－，应急管理部副部长兼） 副局长 - 罗永强 消防救援助理总监（2023年4月28日－2024年7月5日） - 周天 消防救援助理总监（2023年4月28日－2024年3月27日） - 徐忠舜 消防救援助理总监（2023年8月11日－） - 宋树欣 消防救援助理总监（2023年9月28日－） - 宋新春 消防救援助理总监（2024年5月17日－2024年12月19日） - 何宁 消防救援助理总监 (2024年7月5日－） | 政治委员 - 徐平 消防救援副总监（2023年1月6日－2024年1月16日） - 郝军辉 消防救援副总监（2024年1月16日－2025年2月27日，应急管理部政治部主任兼） - 李良生 消防救援副总监（2025年4月24日－，应急管理部政治部主任兼） 政治部主任 - 王伟 消防救援助理总监（2023年10月－，兼机关党委书记） |